# Батлер (Висконсин)
Батлер (енгл. Butler) град је у америчкој савезној држави Висконсин.

## Демографија
По попису из 2010. године број становника је 1.841, што је 40 (-2,1%) становника мање него 2000. године.
| Група             | 2000.         | 2010.         |
| Белци             | 1.817 (96,6%) | 1.647 (89,5%) |
| Афроамериканци    | 5 (0,3%)      | 56 (3,0%)     |
| Азијати           | 9 (0,5%)      | 23 (1,2%)     |
| Хиспаноамериканци | 16 (0,9%)     | 89 (4,8%)     |
| Укупно            | 1.881         | 1.841         |